# Starzyny (województwo wielkopolskie)
Starzyny – wieś w Polsce położona w województwie wielkopolskim, w powiecie poznańskim, w gminie Rokietnica.
W latach 1975–1998 miejscowość administracyjnie należała do województwa poznańskiego.
9 marca 1897 roku w Starzynach urodził się Józef Gruss, oficer rezerwy Wojska Polskiego, komisarz Policji Państwowej, major, szef wywiadu Okręgu Pomorze Armii Krajowej.